# Vörös ásólúd
A vörös ásólúd (Tadorna ferruginea) a madarak (Aves) osztályába a lúdalakúak (Anseriformes) rendjébe, ezen belül a Récefélék (Anatidae) családjába tartozó faj. Ennek a jellegzetes kinézetű vízimadárnak testhossza 58–70 cm közt alakul, míg szárnyfesztávolsága elérheti a 110–135 centimétert is. Barnás-narancssárga tollazata közel az egész testét beborítja, ám fején halványabb tollazat található, farktollainak és evezőtollainak vége fekete, míg további szárnytollai éles kontrasztot alkotnak fehér színezetükkel. A vörös ásólúd vándormadár, mely a telet az indiai szubkontinensen tölti, valamint fészkelni Délkelet-Európában, továbbá Közép-Ázsiában szokott. Egy kisebb fészkelő állománya Észak-Afrikában is megtalálható.
Főleg szárazföldek belsejében található víztestek közelében fészkel, mint, amilyenek például a tavak, víztározók, vagy folyók. A hím és a tojó egy életen át tartó kapcsolatot alakítanak ki egymással. Maga a fészek megfelelő távolságban helyezkedik el a víztől, általában valamilyen kisebb üregben, mélyedésben, faodúban. A tojó az általában nyolc tojásból álló fészekalj lerakása után egyedül kotlik a tojásokon, mintegy négy héten keresztül. A fiókák táplálásában mindkét szülő részt vesz, akik mintegy nyolc hét alatt felöltik fiatal felnőttkori tollruházatukat.
Közép- és Kelet-Ázsiában állománya stagnál, vagy emelkedik, míg európai populációja általában véve csökkenő tendenciát mutat. Mindent egybevetve azonban, e madárfaj nagy kiterjedésű elterjedési területtel rendelkezik, valamint egyedszáma is megfelelően nagy ahhoz, hogy a Természetvédelmi Világszövetség listáján e madár a nem veszélyeztetett státuszt kapja.

## Rendszertani besorolása
A vörös ásólúd (Tadorna ferruginea) a madarak (Aves) osztályába a lúdalakúak (Anseriformes) rendjébe, ezen belül a récefélék (Anatidae) családjába tartozó madárfaj. E madárfajt a német zoológus és botanikus, Peter Simon Pallas írta le először 1754-ben, Anas ferruginea tudományos néven, ám a későbbiek során a madárfaj nemzetsége a Tadorna lett, akárcsak a többi ásólúd nemzetségbe tartozó madárfajé. Bizonyos szerzők a Casarca nemzetségbe teszik e madárfajt, többek között a szürkefejű ásólúddal (T. cana), az ausztrál ásólúddal (Tadorna tadornoides), valamint az új-zélandi ásólúddal (Tadorna variegata). Törzsfejlődésének tanulmányozása közben megállapították, hogy a legközelebbi rokonságban a szürkefejű ásólúddal áll. Fogságban a vörös ásólúd több más, a Tadorna nemzetségbe tartozó madárfajjal is képes életképes utódokat, hibrideket létrehozni, valamint az Anas nemzetség többi tagjával, illetve a nílusi lúddal (Alopochen aegyptiaca) is képes párosodni. Ennek ellenére önálló alfajai nincsenek e madárfajnak.
E madárfaj binominális nevének Tadorna előtagja a francia tadorne, azaz a bütykös ásólúd (Tadorna tadorna) nevéből ered, míg utótagja a latin ferruginea, azaz ’rozsdás’ jelentésű szóból ered, amely a vörös ásólúd fedőtollazatának jellegzetes színére utal.

## Előfordulása
Eurázsia déli részén és Észak-Afrikában él. Afrika északnyugati részén, valamint Etiópiában élő állományai meglehetősen kevés egyedet foglalnak magukba. Főbb fészkelőterületei Kelet-Európától a Bajkál-tóig húzódnak, Közép-Ázsiát, Mongóliát, valamint Kína nyugati részét érintve. A keletebbi populációi inkább vándormadárként élnek, melyek az indiai szubkontinensen töltik a telet. Nyugaton a Kanári-szigeteken megtelepedtek Fuerteventura szigetén 1994-ben, ahol 2008-ban már mintegy 50 fészkelő párt tartottak nyilván. Indiában a telelési szezon októberben kezdődik, majd egészen áprilisig tart. Jellemző fészkelőterületét nagy kiterjedésű, időszakosan vízzel borított síkságok, homokpadokkal tűzdelt folyók környéke, kavicsos, kövekkel borított mederszakaszok, valamint állóvizek alkotják. India területén Dzsammu és Kasmír államban magasabban fekvő tavak közelében fészkel. A költési időszakon túl e madarak előnyben részesítik a síkságokon meanderező, lassabb folyószakaszokat, kisebb tavakat, holtágakat, elöntött réteket, mocsarakat, valamint lagúnákat. Annak ellenére, hogy Európában ritka fészkelő, ázsiai élőhelyén meglehetősen elterjedt madárfajnak számít. Elterjedési területének nyugati részén nagyon megritkult, mivel egyre több füves puszta vált szántófölddé, keleten helyenként még gyakori. Kóborló egyedei az Egyesült Királyságban, Írországban, valamint akár még Izlandon is felbukkanhatnak. A feltételezések alapján nyugat-európai előfordulásai főleg házilag nevelt egyedeinek elszökött példányai lehetnek. Jól lehet Észak-Amerikában időről-időre felbukkannak egyedei, ám ennek ellenére mégsem jelenthető ki, hogy e madárfaj ezen a kontinensen kóborló madárfaj lenne. Fogságban tartott egyedei Európában sikeresen szaporodnak. Svájcban például invazív fajnak tekintik szaporodási képességei miatt, amely veszélyezteti a természetes élőhelyükön élő helyi madárfajokat. Annak ellenére, hogy állományának csökkentésére már több lépést is tettek, a Svájcban élő vörös ásóludak egyedszáma 2006 és 2016 között 211 egyedről 1250 egyedre nőtt.
Ez az ásólúd kedveli a nagyobb, nyílt vízfelületeket, mint, amiket a szárazföldek belsejében elhelyezkedő folyók, víztározók és tavak kínálnak.
Sztyeppi édesvizű, sós vagy keserű tavaknál, tengerparton és hegyvidékeken is költ. Egyike a hegyvidékeken legmagasabbra is előforduló réceféléknek. Akár 5000 méteres magasságban is költhet, akárcsak az indiai lúd (Anser indicus).

## Megjelenése
Ennek a jellegzetes kinézetű vízimadárnak testhossza 58–70 cm közt alakul, míg szárnyfesztávolsága elérheti a 110-135 centimétert is, testtömege 950-1600 gramm. Barnás-narancssárga tollazata közel az egész testét beborítja, ám fején halványabb tollazat található, farktollainak és evezőtollainak vége fekete, míg további szárnytollai éles kontrasztot alkotnak fehér színezetükkel. Testéhez közelebb eső szárnytollai fényes, zöld színezetűek a szárny felső részein. A tojó kisebb, valamint halványabb tollazatú, mint a hím. Mindkét nemnél megfigyelhető, hogy a tollazat az idő múlásával egyre inkább halványabb árnyalatokkal rendelkezik. E madarak a párzási időszak lezártával esnek át az évenkénti vedlésen. A hímek ilyenkor elveszítik fekete gallérjukat. Egy részleges vedlés figyelhető meg decemberben és áprilisra válik ismét teljessé a madarak tollazata. A fiatal egyedek a tojókéhoz hasonló tollazatot viselnek, ám ők sötétebb árnyalatú tollakkal rendelkeznek.
Repülés közben szárnyai nagyon kontrasztos fekete-fehérnek hatnak. A hímet fekete nyakgyűrűjéről lehet felismerni. Gyakran hallani „ang-ang”-nak hangzó kiáltásait. A hímek és a tojók kiáltásai némileg eltérnek egymástól. A hívójeleket mind a földön tartózkodva, mind pedig repülés közben hallatni szokták és azok jellegzetességei aszerint váltakoznak, hogy pontosan milyen körülmények között hallatta azt az adott egyed.

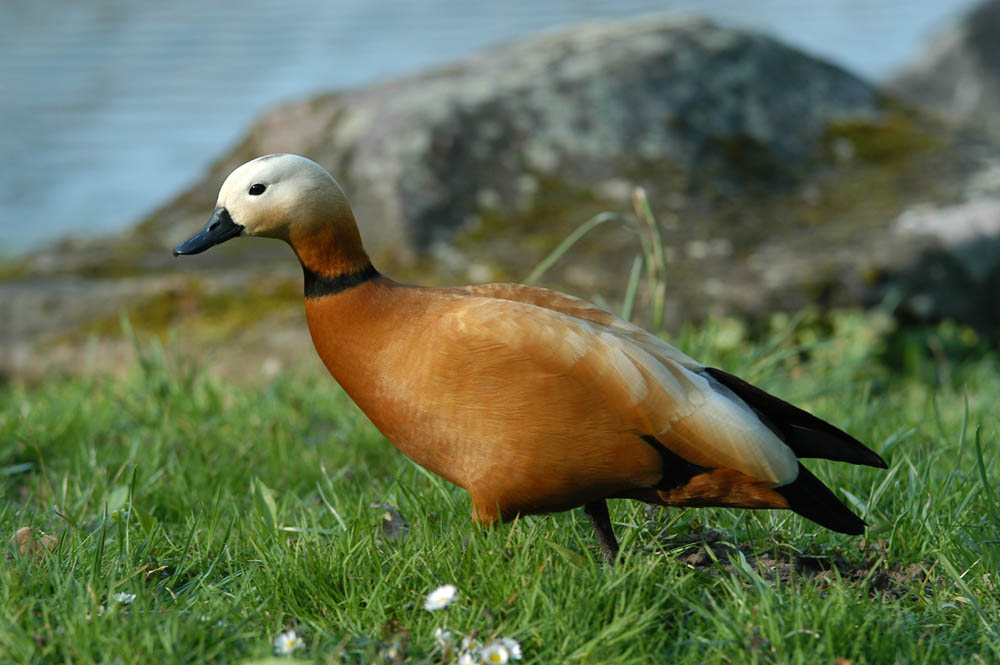
A hím ...
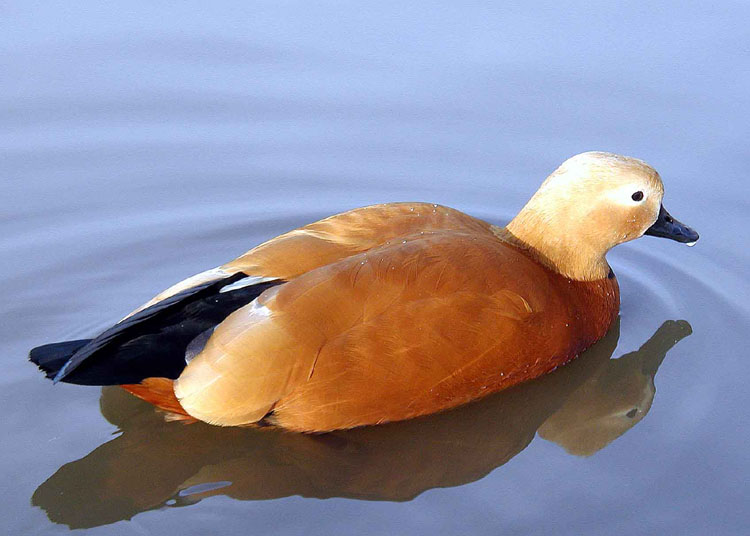
.. és a tojó
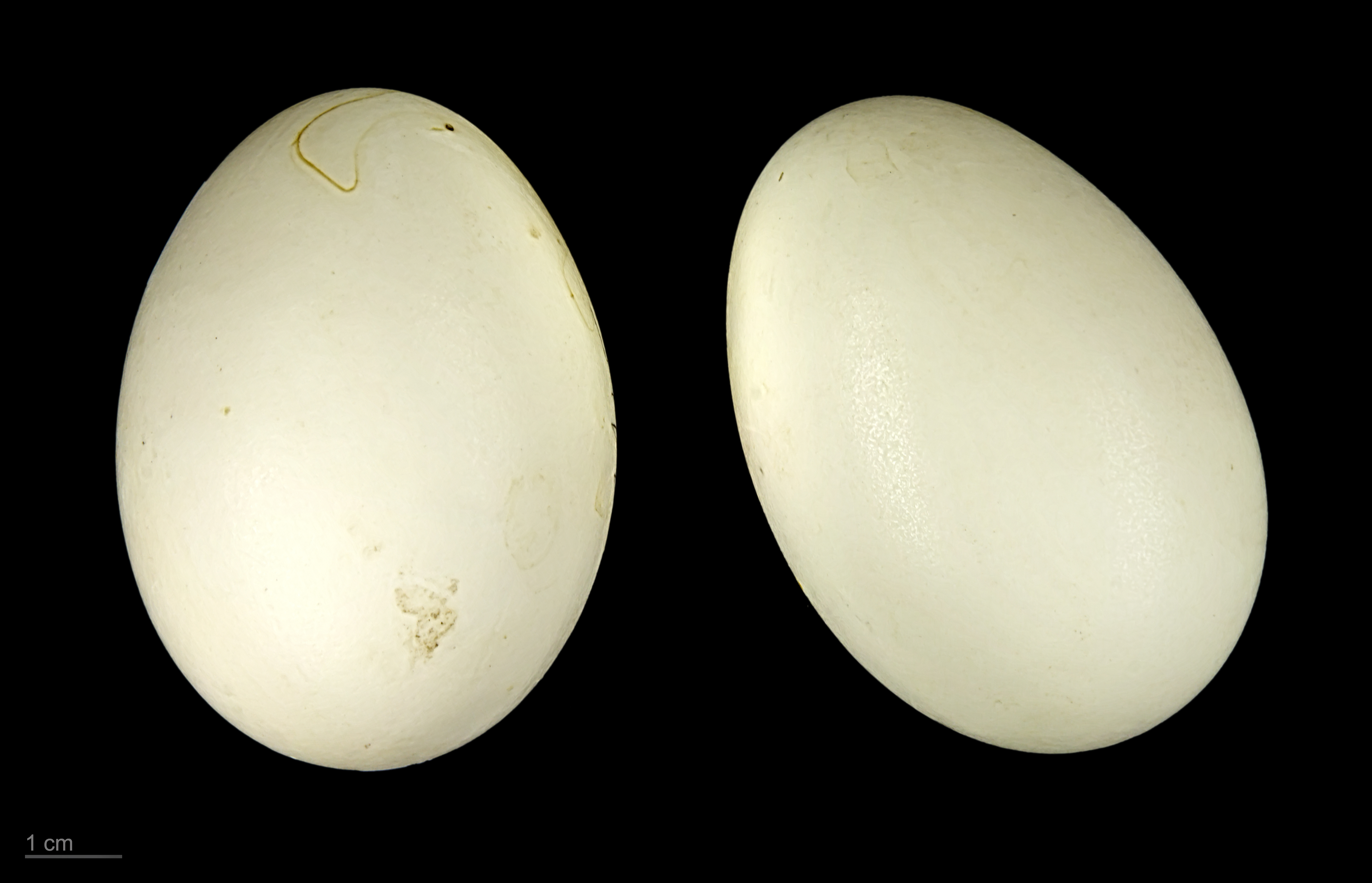
Tojásai
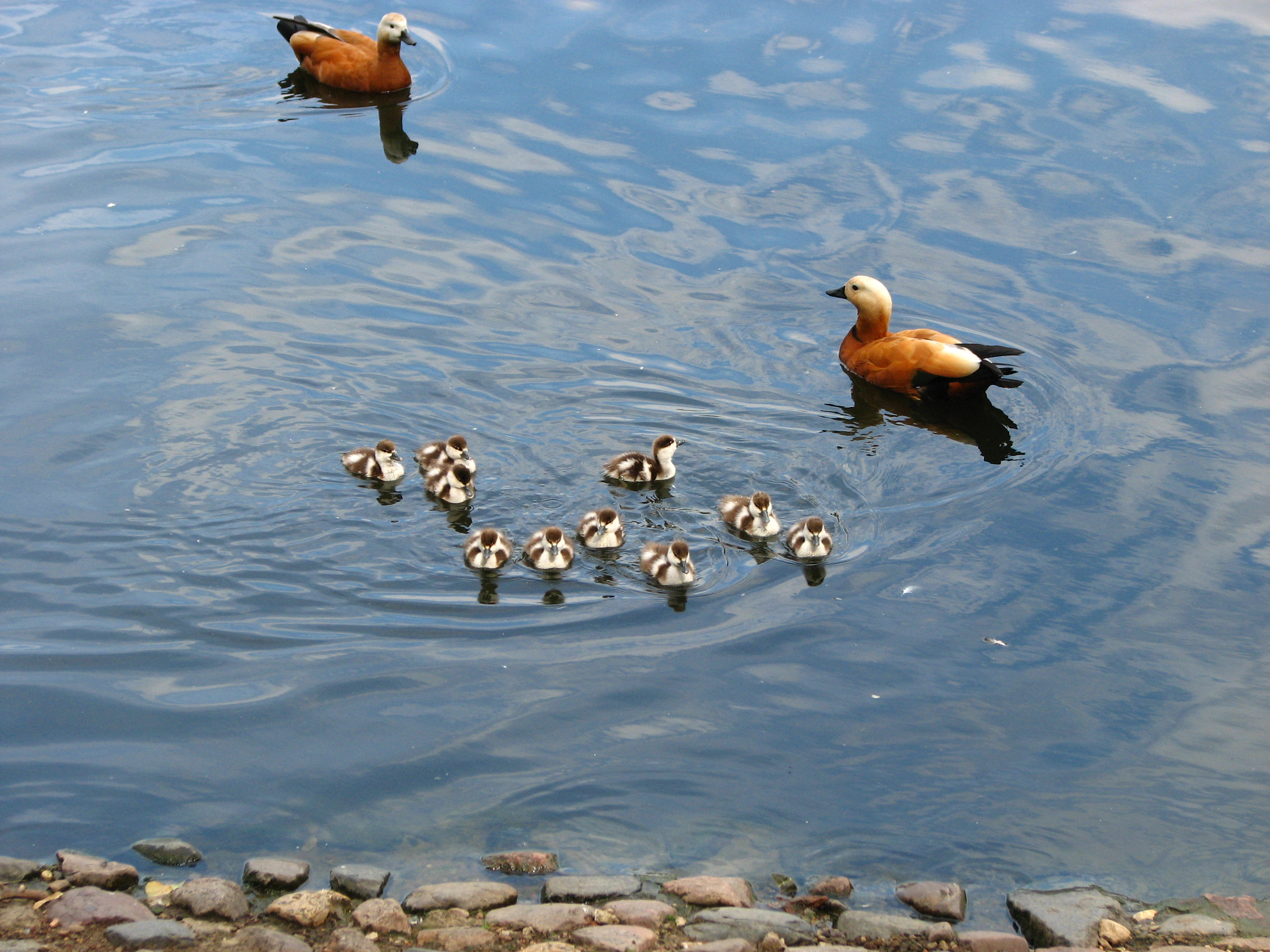
A család

## Életmódja
Növényi táplálékon él, de nem veti meg a puhatestűeket és a rákokat sem. Az északi részekről elvonul, de délen állandó madár. Nyáron párban, télen csapatosan él. Ahol nem üldözik, ott a vörös ásólúd nagyon bizalmas az emberekkel. A marokkói vörös ásóludak állandó madarak, az ázsiaiak a telet a Földközi-tenger medencéjének déli részén, Szaúd-Arábia déli részén, Iránban és Észak-Indiában töltik.

## Szaporodása
A gácsér szokatlan nászrepüléssel védelmezi tojóját: nagy magasságból, szárnyait testéhez szorítva, hangosan kiabálva, zuhanórepüléssel vágódik a mélybe. Nem tűr vetélytársakat partnere közelében. A nászidőszakban a tojó is elüldöz minden vízimadarat a gácsér közeléből. A vörös ásólúd leleményes, üregben költő madár: rókák, borzok és pusztai mormoták elhagyott kotorékaiban költ, a rókát még szomszédként is elviseli. Üreges fákban, romokon, vagy maga ásta, akár 4 m hosszú üregekben fészkel, meredek, sziklás hegyoldalakat is elfoglal. Ide rakja 8–12 tojásból álló fészekalját, melyen 27–29 napig kotlanak. A fiókák felnevelésében mindkét szülő részt vesz.

## Védettsége
A vörös ásólúd kiterjedt élőhellyel rendelkezik. Világszerte mintegy 170 000 és 220 000 egyed közé tehető e madárfaj egyedeinek száma. Ebből Európában mintegy 33 900 és 53 100 felnőtt egyed élhet, amelyek mintegy 17 000 és 26 500 költőpárt alkothatnak. A vörös ásóludak globális populációjának alakulásáról napjainkban nem rendelkezünk kellő mennyiségű adattal, ezért átfogóan nem lehet megállapítani egyedszámuk alakulását. Közép-Európában, Nyugat-Európában, a Balkán-félszigeten, Dél-Ázsiában, Délkelet-, valamint Kelet-Ázsiában, továbbá Magyarországon ritka vendég.